# Koninklijke Niestern Sander

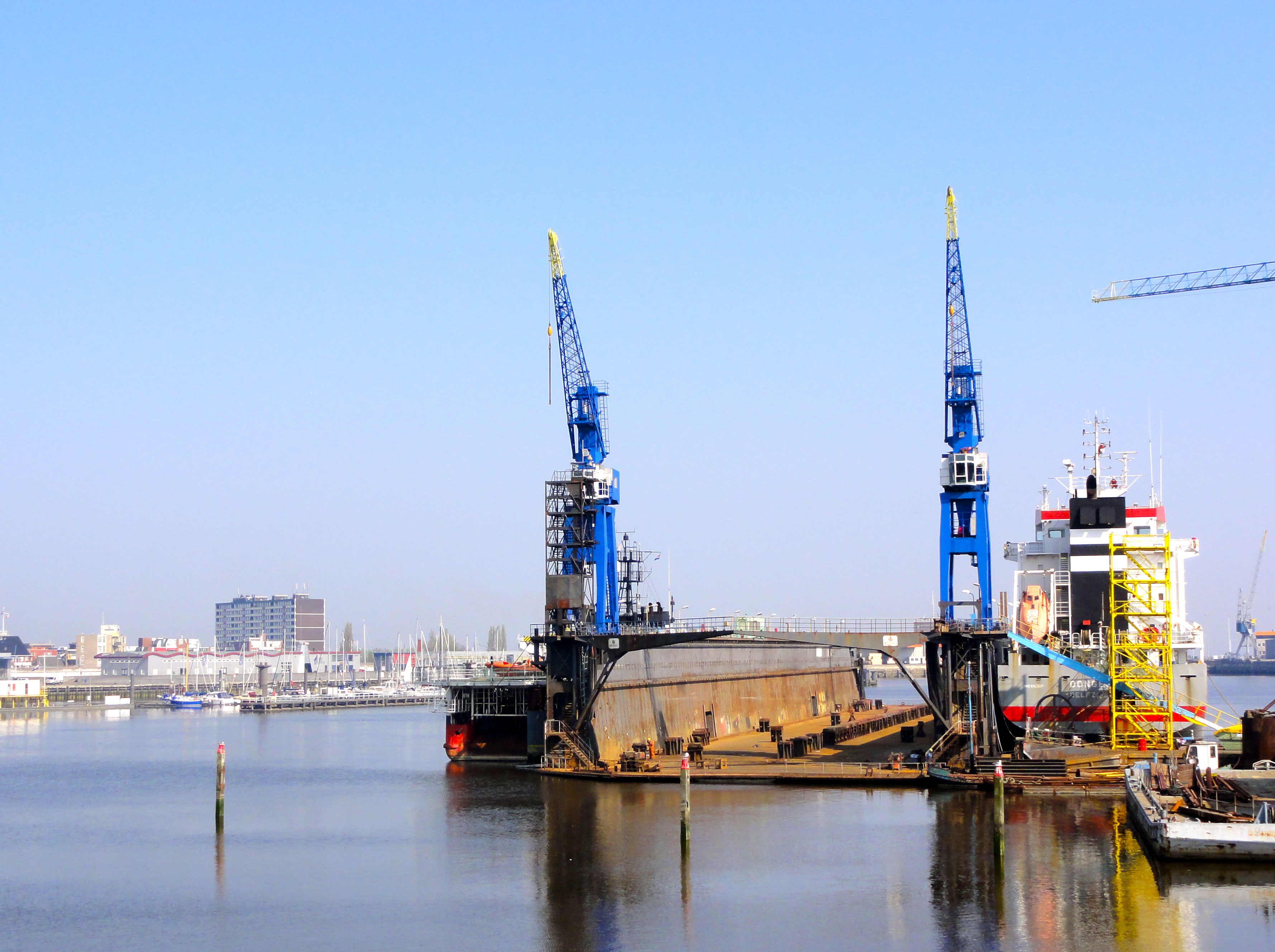
Schwimmdock der Niestern-Sander-Werft

Die mittelständische niederländische Schiffswerft Koninklijke Niestern Sander BV in Delfzijl entstand 1980 aus den beiden Werften Appingedam Niestern Delfzijl und der Scheepswerf Sander.

## Geschichte

### Die Gründungsbetriebe
Im Mai 1901 gründete der Schiffbauer Berend Niestern mit seinem Sohn einen Schiffbaubetrieb im Nordhafen Delfzijls. Einer seiner frühen Kunden war Egbert Wagenborg. Anfangs wurden noch eiserne Schiffe erstellt und später auf Stahlbauten umgestellt. Der Betrieb musste im Zuge seines Wachstums mehrfach im Hafen umziehen. Zu den bemerkenswerten Entwicklungen der Niestern-Werft zählen die Konstruktion des weltweit ersten selbstaufrichtenden Motorrettungsboots und sein Patent auf eine Bauweise von Kümos mit besonders flachem Doppelboden.
Etwa 1920 begannen auch die Brüder Gerhardus Sander und Jacob Sander in Delfzijl eine Werft zu errichten und die wachstumsbedingt innerhalb des Hafens umzog sowie sich einen Namen mit fortschrittlichen Schiffsentwürfen machte.
Nach dem Ende des Zweiten Weltkriegs begann eine Scheepswerf Apol genannte Werft in Wirdum mit dem Bau von Küstenmotorschiffen. Dieser Betrieb hatte sich zehn Jahre später stark vergrößert und firmierte seitdem als Scheepswerf Appingedam. Möglich wurde das schnelle Wachstum der Appingedam-Werft durch moderne Baumethoden und die Konstruktion auch spezieller Schiffe.

### Zusammenschlüsse
1970 schlossen sich Niestern und die Scheepswerf Appingedam zur Appingedam Niestern Delfzijl zusammen. Weitere zehn Jahre später fusionierte diese mit der Scheepswerf Sander zur Niestern Sander BV. Zum 100-jährigen Jubiläum der Werften in Delfzijl, Farmsum, Wirdum und Appingedam wurde dem Betrieb im Mai 2001 die Auszeichnung Koninklijk verliehen.

### Heute
Das Unternehmen ist auf den Feldern Schiffbau, Reparatur, dem industriellen Stahl- und Maschinenbau sowie komplette Zimmerer- und Tischlerarbeiten tätig. Der Schiffbau wird auf den zwei Plätzen Am Binnendeich mit Schiffen bis zu 140 Metern Länge und 16 Metern Breite und am Außendeichgelände mit Abmessungen bis 160 Meter Länge und 23 Meter Breite durchgeführt.